# Asteia mauiensis
Asteia mauiensis är en tvåvingeart som beskrevs av Hardy och Mercedes Delfinado 1980. Asteia mauiensis ingår i släktet Asteia och familjen smalvingeflugor.
Artens utbredningsområde är Hawaii. Inga underarter finns listade i Catalogue of Life.